# كونفوراما
كونفوراما (بالإنجليزية:Conforama) هي ثاني أكبر سلسلة متاجر للمفروشات المنزلية في أوروبا مع أكثر من 200 متجر في فرنسا وإسبانيا وسويسرا والبرتغال ولوكسمبورغ وإيطاليا وكرواتيا.

## تاريخ
- 1967: كونفوراما تفتتح أول متجر لها في ليون.
- 1974: قامت كونفوراما بخطوة أولى خارج فرنسا من خلال فتح متجر في لوكسمبورج.
- 1976: افتتاح أول متجر في سويسرا.
- 1991: انضم كونفوراما إلى مجموعة بينو.
- تم إنشاء كونفوراما في شبه الجزيرة الأيبيرية بافتتاح أول متجر في البرتغال.
- 1992: افتتاح أول متجر إسباني.
- 1998: أطلقت شركة كونفوراما موقعها التجاري الأول.
- 2000: دخلت كونفوراما إيطاليا من خلال الاستحواذ على Emmezeta.
- 2010: إطلاق متجر كونفو ديكو بمتجر أول في ليون.
- 2011: انضمت شركة كونفوراما إلى ستينهوف الدولية، وهي مجموعة متخصصة في الأثاث.
- 2015: تم تعيين ألكسندر نودال رئيسًا لشركة كونفوراما.
- 2017: كونفوراما تحتفل بعيدها الخمسين.[4]

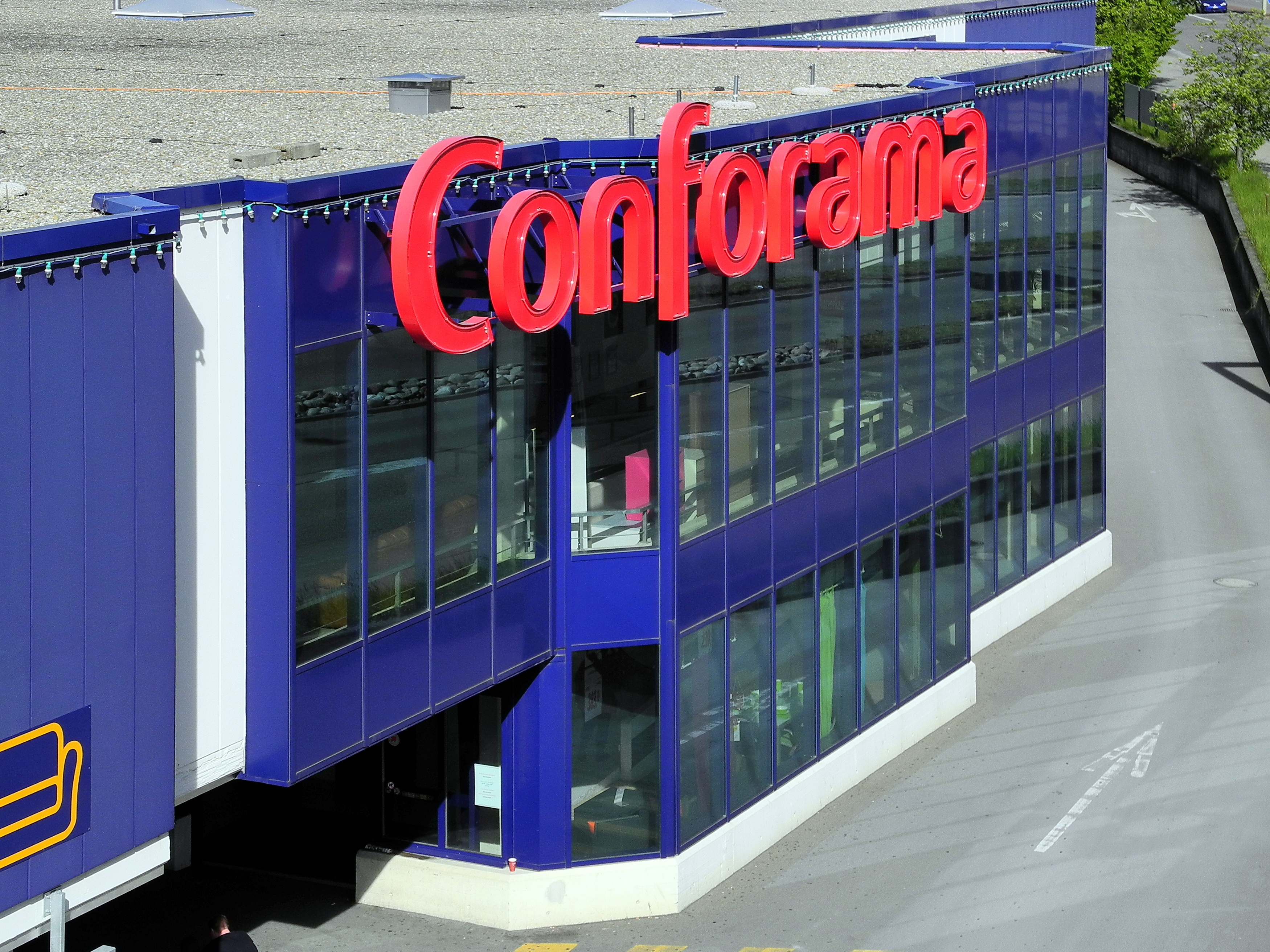
متجر كونفوراما في فاليزيلن، سويسرا في أبريل 2012